# Каска Цукермана
Civilian Protective Helmet — британская стальная каска времён Второй мировой войны, известная также под неофициальным названием Zuckerman helmet (по имени разработчика, профессора Солли Цукермана).

## История
Каска была разработана после начала немецких бомбардировок страны и изначально предназначалась для служащих ПВО, работников пожарной охраны и гражданского населения, её производство было освоено на рубеже 1940—1941 года.
В ходе испытаний было установлено, что каска обеспечивает защиту не только от осколков снарядов зенитных орудий, но и от шрапнельных пуль артиллерийских снарядов. Однако уже в 1940 году были отмечены случаи электротравм и гибели пожарных в стальных шлемах при случайном контакте каски с повреждёнными высоковольтными электропроводами, поэтому в конце 1940 года занимавшиеся спасением людей из разрушенных зданий пожарные вместо стальных касок получили кожаные шлемы "Cromwell protector".

## Описание
Каска массой 960 грамм изготавливалась штамповкой из стального листа, окрашивалась масляной краской и комплектовалась подшлемником и кожаным подбородочным ремешком.

## Страны-эксплуатанты
- Египет (Суэцкий кризис)[источник не указан 181 день]
- Великобритания

## Музейные экспонаты
- один шлем находится в экспозиции музея НИИ стали[4]